# Bandeira do Butão

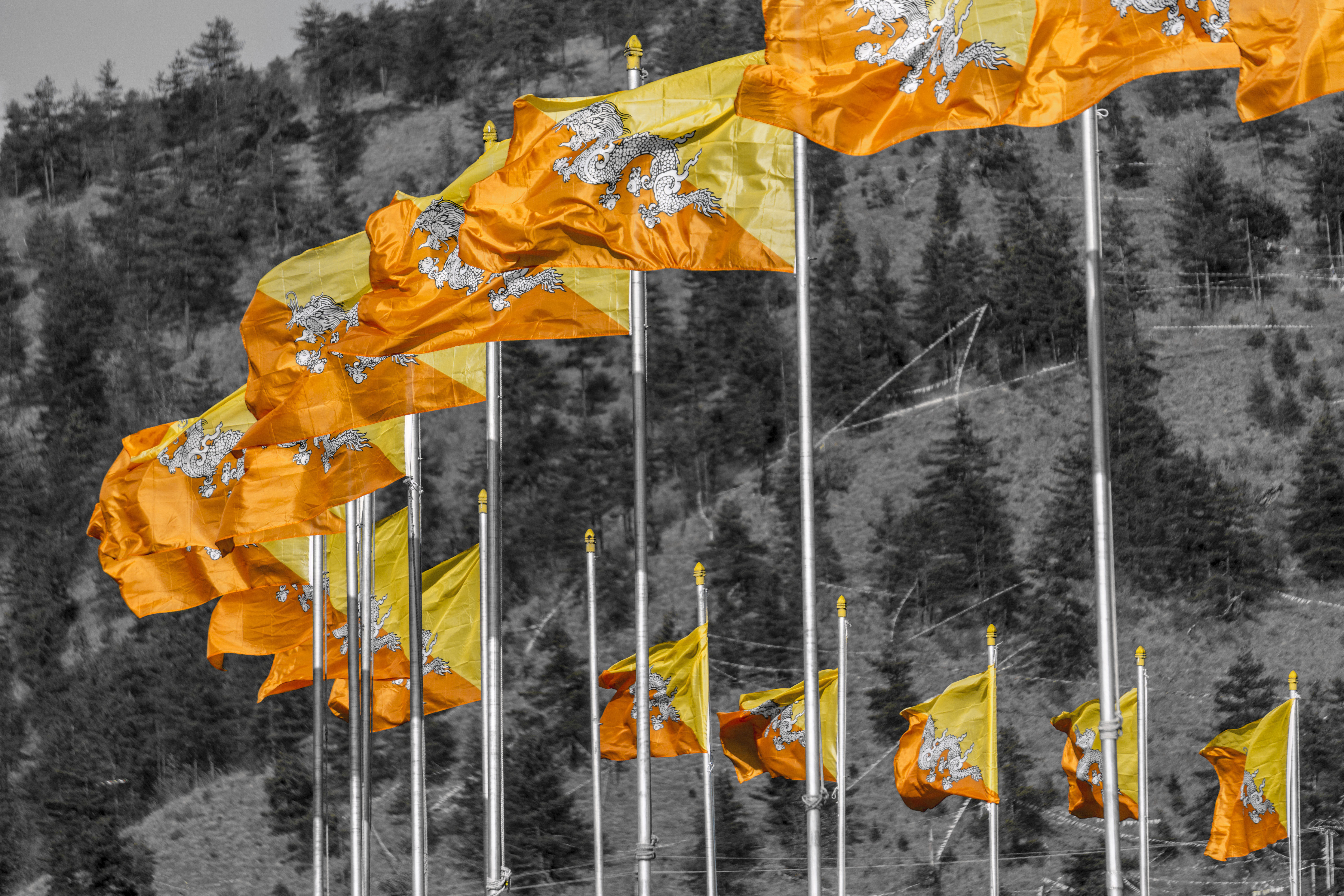
Bandeira butanesas hasteadas em Thimphu

A Bandeira do Butão (em butanês:  ཧྥ་རན་ས་ཀྱི་དར་ཆ་) é um dos símbolos oficiais do referido país asiático.

## Características
Seu desenho consiste em um retângulo de proporções 2:3 largura-comprimento dividido diagonalmente do canto inferior esquerdo para o canto superior direito. No centro há um dragão branco que leva consigo quatro joias. Na parte inferior direita, em laranja, e no lado oposto, em amarelo.

## Simbolismo
O nome do país na língua local significa "Terra do Dragão". Por volta de 1200, um mosteiro foi estabelecido pela seita Drukpa em homenagem a Druk (O Dragão do Trovão). O nome e o emblema do dragão foram associados ao Butão desde então. Além disso, o dragão na bandeira é branco para simbolizar a pureza. As duas cores da bandeira, divididas diagonalmente, representam o poder espiritual e temporal dentro do Butão. A parte laranja da bandeira representa os mosteiros Drukpas e a prática religiosa budista, enquanto o campo amarelo denota a autoridade secular da dinastia.